# Щоденник Анни Франк (фільм, 1959)
«Щоденник Анни Франк» (англ. The Diary of Anne Frank) — американський драматичний фільм, знятий 1959 року режисером Джорджем Стівенсом за однойменною бродвейською п'єсою (1955) Френсіс Ґудріч і Альберта Гекетта, своєю чергою заснованій на книзі «Щоденник Анни Франк» — реальному щоденнику єврейської дівчинки Анни Франк, якій разом з родиною довелося переховуватися від нацистів в Амстердамі під час Другої світової війни. Фільм-учасник конкурсної програми Каннського кінофестивалю 1959 року.
2006 року фільм посів 18 місце в списку 100 найбільш надихаючих американських фільмів за 100 років за версією AFI.

## Сюжет
1945 року Отто Франк сходить з вантажівки біля амстердамського будинку і підіймається на розорене горище, потім спілкується з Міп Гіз і Кралером, які допомагали йому та його родині переховуватися від нацистів. Серед мотлоху Отто знаходить щоденник своєї молодшої доньки Анни й читає те, що вона писала три роки тому.
Дія переноситься у 1942 рік. На євреїв у Нідерландах накладені обмеження. Родина Франк і їхні родичі ван Даан переховуються на горищі над фабрикою. Кралер в Міп Гіз, які їм допомагають, попереджають, що вдень, коли на фабриці знаходяться робітники, потрібно дотримуватися тиші. На перших сторінках щоденника Анна описує дивні відчуття, спричинені неможливістю вийти на вулицю подихати свіжим повітрям…

## У ролях
| Актор            | Роль                            |
| ---------------- | ------------------------------- |
| Міллі Перкінс    | Анна Франк                      |
| Йозеф Шильдкраут | Отто Франк                      |
| Шеллі Вінтерс    | Петронелла ван Даан             |
| Річард Беймер    | Петер ван Даан                  |
| Густі Хубер      | Едіт Франк                      |
| Лу Джейкобі      | Ганс ван Даан                   |
| Діана Бейкер     | Марго Франк                     |
| Дуглас Спенсер   | Кралер                          |
| Доді Гіт         | Міп Гіз                         |
| Ед Вінн          | Альберт Дюссел                  |
| Едмунд Пурдом    | британський радіодиктор (голос) |

## Історія створення
Зйомки проходили з березня по листопад 1958 року. Більшу частину матеріалу було відзнято в павільйонах студії в США, але натурні зйомки проходили в Амстердамі, в тому числі й на місці реальних подій на набережній Прінсенграхт 263. Джордж Стівенс, режисер і продюсер фільму, настійливо пропонував головну роль Одрі Гепберн, але акторка з особистих причин відмовилася, тож її було замінено американською моделлю Міллі Перкінс.
Прем'єра фільму відбулася в нью-йоркському Палас-театрі 18 березня 1959 року. Хоча Отто Франк виступив консультантом знімальної групи, він жодного разу не зміг примусити себе подивитися фільм.

## Нагороди та номінації
- 1959 — фільм-учасник конкурсних програм Каннського кінофестивалю та 1-го Московського міжнародного кінофестивалю.
- 1959 — включення до десятки найкращих фільмів року за версією Національної ради кінокритиків США.
- 1960 — три премії Оскар: найкраща акторка другого плану (Шеллі Вінтерс, нині нагорода знаходиться в експозиції Дому-музею Анни Франк в Амстердамі), найкраща робота художника-постановника і декоратора в чорно-білому фільмі (Джордж Девіс, Стюарт Рейсс, Волтер Скотт, Лайл Вілер), найкраща операторська робота (Вільям Меллор). Крім того, стрічка була висунута ще у п'яти номінаціях: найкращий фільм (Джордж Стівенс), найкращий режисер (Джордж Стівенс), найкращий актор другого плану (Ед Вінн), найкращий дизайн костюмів в чорно-білому фільмі (Чарльз Ле Мер, Мері Віллс), найкраща музика до фільму (Альфред Ньюман).
- 1960 — премія Золотий глобус за найкращий фільм, який пропагує взаєморозуміння між народами, а також 5 номінацій: найкращий драматичний фільм, найкращий режисер (Джордж Стівенс), найкращий драматичний актор (Йозеф Шильдкраут), найкраща акторка другого плану (Шеллі Вінтерс), найобіцяюча акторка-новачок (Діана Бейкер).
- 1960 — номінація на премію Гільдії режисерів Америки за найкращу режисуру художнього фільму (Джордж Стівенс).
- 1960 — премія Гільдії сценаристів Америки за найкращу американську драму (Френсіс Гудріч, Альберт Гекетт).